# 尚書令
尚書令（しょうしょれい）とは、前近代中国の官職で、尚書台、およびその後身である尚書省の長官である。

## 概要
古くは単に尚書と呼ばれ、秦・漢において宮中に詰め、皇帝の文書の管理をつかさどる秘書官の役であったが、後漢以後は、光武帝の親政にともなって、権力の中枢を担う実権を握り、独自の官衙である尚書台を従えるようになった。『漢官儀』では、上奏事を掌り、綱紀を統括し、一切を取り仕切る職掌を有していた、とし、司隷校尉・御史中丞とともに「三独座」と称される顕官となった。
その後、魏晋南北朝時代を通じて詔勅の起草をつかさどる中書令とともに地位を向上させ、部と呼ばれる実務執行機関を従えるようになった（北周を除く）。その官品も上昇の一途をたどり、魏より南斉の間は第三品、梁代には第十六班、陳では第一品に至った。一方、北朝では、北魏・北斉で正二品であった。隋・唐代も北朝のそれを踏襲し、正二品。ただし、隋代では、宰相相当の官である内史や納言より官品が上となったため、ほぼ空位で推移した。
唐では尚書令を長とする尚書省は、中書省から発せられた詔勅に基づいて政務を配下の六部によって執行する実務行政の最高官庁となり、尚書令は宰相としての地位を確立した。しかし、唐の第2代太宗となる李世民が皇子であったときにこの官職を務めていたことから、唐一代を通じて皇太子のみが任ぜられ得る空官となり、本来は次官である左右2名の僕射がかわって宰相の座に就く。尚書令は、龍朔3年（663年）に廃止された。
唐末から北宋にかけては尚書省が形骸化したことから、北宋では尚書令は唐制にのっとって官名はあっても実際には任命者のいない官職となった。南進して宋を南遷させた金ではふたたび尚書省が国政の中心的な機関となった上、中書省の機能も尚書省に集約されたため尚書令は王族などの有力者が任じられる首席宰相のポストであった。しかし、続く元では金の尚書省にあたる機関に中書省の名が与えられたため、尚書令の官名は消滅した。